# 誰か夢なき
誰か夢なき（たれかゆめなき）は富田常雄原作の小説およびそれを元にした映画とその主題歌、そしてその映画を原作としたテレビドラマ。なお、小説は映画公開から6年後の1953年（昭和28年）に刊行されている。

## 映画
富田の原作を木村千依男と本作の監督も務めた渡辺邦男が脚色。1947年（昭和22年）8月12日に前篇が、一週間後の8月19日に後篇が公開された。富田の小説「姿三四郎」の最初の映画化でも主人公を演じた藤田進が主演し、時代劇スターとして知られた黒川弥太郎や大河内傳次郎などが脇を固めた。

### キャスト
- 川路竜之介：藤田進
- 真杉武夫：黒川弥太郎
- 杉村多喜子：野上千鶴子
- 奥野玲子：宮川玲子
- 折口美津子：春山葉子
- 三田野：中村彰
- 隅：江見渉
- 清水保次郎：大河内傳次郎
- 高塚：鳥羽陽之助

### スタッフ
- 監督：渡辺邦男
- 脚色：木村千依男、渡辺邦男
- 原作：富田常雄
- 制作：武山政信
- 撮影：友成達雄
- 美術：北辰雄
- 音楽：服部正
- 録音：村山健二

## 楽曲
映画の主題歌であった「誰か夢なき」は佐伯孝夫作詞・清水保雄作曲で竹山逸郎と藤原亮子が歌い、映画公開と同月に発売された。
1977年（昭和52年）には小畑実によってカバーされ、小畑はこのヒットで同年の第19回日本レコード大賞特別賞を受賞している。

## テレビドラマ
映画公開14年後の1961年11月9日に、日本テレビ系列の『武田ロマン劇場』（武田薬品工業一社提供。木曜21:45 - 22:30）でドラマ化された。出演は片山明彦、黛ひかる、影万里江、仲宗根美樹ほか。
| 日本テレビ 武田ロマン劇場                  | 日本テレビ 武田ロマン劇場               | 日本テレビ 武田ロマン劇場       |
| 前番組                                     | 番組名                                  | 次番組                          |
| ------------------------------------------ | --------------------------------------- | ------------------------------- |
| 月よりの使者 （1961年10月12日 - 10月19日） | 誰か夢なき （ドラマ） （1961年11月9日） | 三百六十五夜 （1961年11月23日） |